# Omer Héroux
Pour les articles homonymes, voir Héroux.

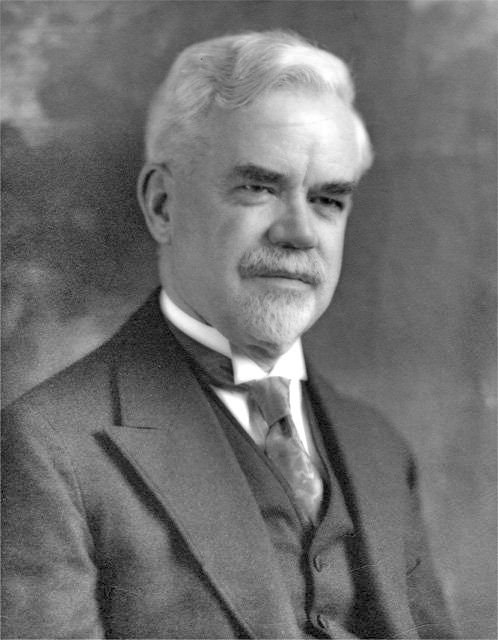
Omer Héroux, vers 1935

Omer Héroux (Saint-Maurice-de-Champlain, 8 septembre 1876 – Outremont, 3 mai 1963 à l'âge de 86 ans, est un journaliste et un administrateur québécois.

## Biographie
Originaire de Saint-Maurice-de-Champlain, il a étudié chez les Frères des écoles chrétiennes de Yamachiche, ainsi qu'au séminaire de Trois-Rivières.
Avec Louis Dupire et Georges Pelletier, il animait la rédaction du Devoir, au début du XXe siècle. L'un des principaux collaborateurs d'Henri Bourassa, il consacra sa carrière journalistique à la défense des minorités françaises et des ouvriers.
Membre de plusieurs associations citoyennes, il contribua en outre à fonder l'Association catholique de la jeunesse canadienne-française.
Il a écrit sous divers pseudonymes : Jean Beauchemin, Prosper Bellehumeur, Jacques Blonville, Humanitarius, Rodolphe Ladouceur, Prosper Lapatrie, Charles Lefranc, J. Mondou, Alex Masson et Jean Richard.
Le fonds d'archives Omer Héroux est conservé au centre d’archives de Montréal de la Bibliothèque et Archives nationales du Québec.

## Magazines et journaux
- La Vérité
- L'Action nationale
- L'Action sociale
- La Patrie
- Le Devoir
- Le Journal
- Le Nationaliste
- Le Trifluvien
- Le Pionnier